# LeVar Burton
Levardis Robert Martyn Burton, Jr. (Landstuhl, 16 de fevereiro de 1957) mais conhecido como LeVar Burton, é um ator, escritor, diretor e produtor de televisão norte-americano, cujos papéis de maior destaque foram o de Kunta Kinte, na premiada minissérie para a televisão Roots, dele mesmo na série de comédia The Big Bang Theory e do Tenente-Comandante Geordi La Forge, na série Star Trek: The Next Generation e seus quatro filmes. Ele também foi o co-criador, apresentador e produtor da série infantil Reading Rainbow.